# Вюйермоз, Эмиль
Эми́ль Жан Жозе́ф Вюйермо́з  (фр. Émile-Jean-Joseph Vuillermoz; 23 мая 1878, Лион, Франция — 2 марта 1960, Париж, Франция) — французский композитор, музыковед, музыкальный писатель и критик.

## Биография
Изучал право и литературу в Лионском университете. В Лионе занимался также игрой на фортепиано и органе. Учился композиции в Парижской консерватории у Антуана Тоду и Габриеля Форе. В дальнейшем посвятил себя музыкальной публицистике и критике. Сотрудничал с такими музыкальными изданиями, как «L'Excelsior», «L'Illustration», «L'Eclair», «Le Temps», «Comœdia», «Le Mercure». В 1909 году организовал совместно с Морисом Равелем и Габриелем Форе «Независимое музыкальное общество» (фр. Société musicale indépendante), которое способствовало формированию концертной аудитории. В 1916 году стал учредителем общества кинокритиков Франции. Автор оперетт и романсов, написанных, как правило, под псевдонимами. Как кинокритик выступал в газетах «Le Temps», «Laine de bois», «Candide et Paris-Presse». Был членом редколлегии «L'impartial Francais». С 1911 года редактировал музыкальный журнал «Независимого музыкального общества» («Revue musicale S. M. I.»). В своих статьях освещал музыкальную жизнь Франции; особенно активно пропагандировал творчество Клода Дебюсси, Габриеля Форе, Фридерика Шопена, Игоря Стравинского. Работы Вюйермоза отличаются блестящим литературным стилем. Выступал также по вопросам литературы, балета, драматического театра, кино, граммофонной записи. В 1937 году был дирижёром при записи музыки к фильму «Великая иллюзия». Организовал премьеру «Матушки Гусыни» Мориса Равеля. Подал идею основать Каннский кинофестиваль во Франции как конкурента Венецианского. С 1951 года по его инициативе проводятся Международные конкурсы молодых дирижёров в Безансоне.
Похоронен на кладбище Пер-Лашез.

## Сочинения
- Musique d'aujourd'hui. — P., 1923.
- La vie amoureuse de Chopin. — P., 1927.
- Une heure de musique avec Mendelssohn. — P., 1929.
- Cl. et A. Sakharoff…. — Lausanne, 1934.
- La musique dans le ballet moderne // Le ballet contemporain. — P., 1943.
- Histoire de la musique. — P., 1949, P., 1956.
- Cl. Debussy. — P., 1962.
- Gabriel Fauré. — P., 1960.

## Награды
- 1936 — Специальная рекомендация 4-го Венецианского кинофестиваля («Детский уголок»)